# اچ‌ام‌اس کامبرلند (۵۷)
اچ‌ام‌اس کامبرلند (۵۷) (به انگلیسی: HMS Cumberland (57)) یک کشتی بود که طول آن ۶۳۰ فوت (۱۹۰ متر) بود. این کشتی در سال ۱۹۲۶ ساخته شد.